# San Nicolás Parangueo
San Nicolás Parangueo es una localidad del estado mexicano de Guanajuato. Es parte del municipio de Valle de Santiago.

## Toponimia
El nombre «San Nicolás» hace referencia al santo patrono de la localidad: Nicolás Tolentino. El nombre «Parangueo» proviene de los términos en purépecha: parangua, fogón; ro, lugar. Su significado es «lugar de fogones».

## Demografía
| Gráfica de evolución demográfica |
|                                  |

| Censo | Población |
| ----- | --------- |
| 1910  | 270       |
| 1921  | 158       |
| 1930  | 289       |
| 1940  | 339       |
| 1950  | 470       |
| 1960  | 511       |
| 1970  | 704       |
| 1980  | 856       |
| 1990  | 1 180     |
| 2000  | 1 423     |
| 2010  | 1 581     |
| 2020  | 1 932     |